# Georg Duesterberg
Georg Duesterberg (* 1903; † 1990) war ein deutscher Jurist und Vertrauensmann von Wilhelm Canaris bei Manfred Roeder.

## Leben
Georg Duesterberg war der Sohn des Funktionärs Theodor Duesterberg. Duesterberg studierte in Halle Rechtswissenschaften. 1934 schloss er dieses Studium mit einer Arbeit über Die Abwehrmaßnahmen gegen das Zugabeunwesen in rechtsvergleichender Darstellung ab. Oberstabsintendant Duesterberg war Leiter der Gruppe Finanzen (ZF) in der Abteilung Z: Personal- und Finanzverwaltung bei der Abwehr. Georg Duesterberg war Vertrauensmann von Canaris bei Manfred Roeder. Im Rahmen der Verhaftung von Hans von Dohnanyi erkannte Duesterberg, dass das Verfolgungsinteresse von Roeder gegen Canaris gerichtet war. Duesterberg stellte, nach Rücksprache mit Canaris eine entsprechende Dienstaufsichtsbeschwerde gegen Roeder und nahm diese auch auf wiederholte Bitte von Wilhelm Keitel nicht zurück. Unter dem Nachfolger von Canaris, Georg Hansen, hatte Duesterberg im Rahmen der Vorbereitung des Unternehmens Walküre auch den Auftrag erhalten, geheime Verpflegungslager anlegen zu lassen, was er als undurchführbar bezeichnete.
1958 war Duesterberg Vertreter des Militärischen Abschirmdienstes (MAD) im Beschaffungsamt des Verteidigungsministeriums. Die Sekretärin von Roger Hentges, Amelie Hertel berichtete Hans Brandes, dass Hentges ihr das Angebot gemacht hätte, sie könne für die französische Regierung arbeiten, sie würde mehr verdienen und hätte interessante Aufgaben. Eine Niederschrift über diesen Anwerbungsversuch übergab Brandes Duesterberg, im Beisein des Waffenhändlers Friedrich Großkopf. Duesterberg setzte bei Franz Josef Strauß durch, dass der Waffenhändler Friedrich Großkopf im Verteidigungsministerium Hausverbot erhielt. Eine Maßnahme, für welche nach einem Gerichtsurteil Schadenersatz bezahlt wurde, welche aber im Zusammenhang mit dem schmutzigen Krieg von La Main Rouge auf dem Gebiet der Bundesrepublik Deutschland betrachtet werden muss.

## Veröffentlichungen
- Literatur von und über Georg Duesterberg im Katalog der Deutschen Nationalbibliothek